# Marcin Dawid
Marcin Dawid (ur. 28 stycznia 1980 w Poznaniu) – polski piłkarz, występujący na pozycji bramkarza, obecnie w farerskim klubie piłkarskim HB Tórshavn, klubie ze stolicy tego kraju. Jego zespół w sezonie 2009 zajął pierwsze miejsce w tabeli.

## Kariera piłkarska
Marcin Dawid zaczynał swoją karierę piłkarską w młodzieżowym składzie klubu SKS 13 Poznań, a później Lecha Poznań. W roku 1999 zaczął grać w dorosłym składzie czwartoligowego Huraganu Pobiedziska, gdzie został do roku 2002.
W roku 2003 podjął decyzję o wyjeździe na Wyspy Owcze, autonomiczną część Królestwa Danii, stanowiącą odrębną jednostkę w ramach FIFA i UEFA. Tam rozpoczął grę dla drugoligowego wtedy SÍ Sumba. Rozegrał w barwach nowego klubu wszystkie osiemnaście spotkań ligowych, a jego klub zajął trzecie miejsce w tabeli, zdobywając o trzy punkty mniej niż drugi TB Tvøroyri.
Kolejny sezon również nie przyniósł jego klubowi wielu sukcesów, zajął on siódme miejsce w drugoligowej tabeli. Podczas swojego ostatniego sezonu w SÍ Sumba, został wypożyczony do GÍ Gøta. W bramce tego klubu zagrał 12 spotkań, zdobywając z klubem mistrzostwo kraju.
Podczas kolejnego sezonu Marcin Dawid wrócił do miejscowości Sumba, jednak jego klub zdążył połączyć się już wtedy z VB Vágur, tworząc nowy VB/Sumba. Nowy zespół występował w pierwszej lidze, zajmując ostatnie bezpieczne, ósme miejsce w tabeli, jedynie o dwa punkty wyprzedzając przedostatniego B68 Toftir. Bramkarz rozegrał wtedy dwadzieścia sześć spotkań spośród dwudziestu ośmiu rozegranych przez jego klub meczów.
Od roku 2007, aż do dziś Marcin Dawid rozgrywa spotkania w stołecznym HB Tórshavn, występującym regularnie w pierwszej lidze Wysp Owczych. Podczas swojego pierwszego sezonu nowy bramkarz pojawił się szesnaście razy, a jego klub zajął czwarte miejsce w tabeli. Podczas drugiego piłkarze HB Tórshavn stali się wicemistrzami archipelagu. Marcin Dawid rozegrał wtedy czternaście klubowych spotkań.
W roku 2009, jego klub zdobył, po trzech latach, dwudziesty tytuł mistrza Wysp Owczych, a Marcin Dawid pokazał się w bramce dziewięć razy.
W sezonie 2010 HB ponownie zostało mistrzem kraju oraz zdobyło superpuchar, a Dawid zagrał w 18 meczach. W sezonie 2011 grał tylko w rundzie wiosennej. Po rozegraniu trzech meczów odszedł z klubu, który w ligowej tabeli zajął 8. pozycję.